# مهترکلاته

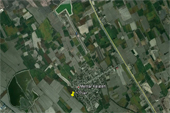
مهترکلاته در گوگل

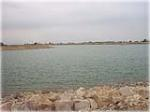
آب‌بندان شماره ۲

مهترکلاته، روستایی در دهستان سدن رستاق شرقی بخش مرکزی شهرستان کردکوی استان گلستان ایران است. روستای مهتر کلاته یکی از روستاهای بزرگ شهرستان کردکوی در استان گلستان می‌باشد که در ۲۰ کیلومتری شمال شرق مرکز شهرستان قرار دارد. دارای حدود۳۵۰۰ نفر جمعیت با ۷۵۰خانوار می‌باشد.

## جمعیت
بر پایه سرشماری عمومی نفوس و مسکن در سال ۱۳۹۵ جمعیت این مکان ۳٬۰۸۰ نفر (۱٬۰۱۱خانوار) بوده‌است.